# Lieze

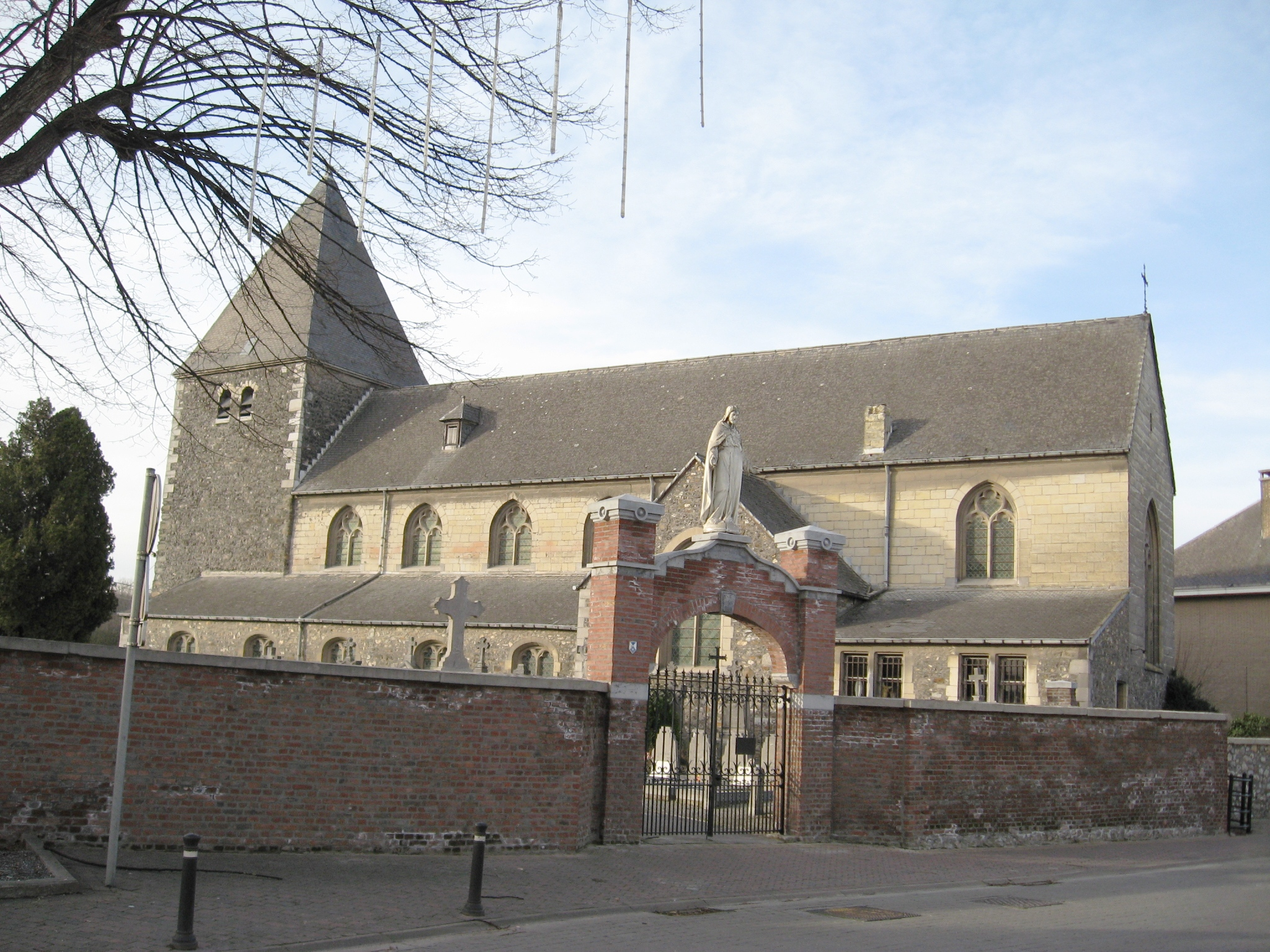
De Sint-Lambertuskerk

Lieze (Frans: Lixhe) is een dorp in de Belgische provincie Luik en een deelgemeente van de stad Wezet (Visé). Tot 1 januari 1977 was het een zelfstandige gemeente. Het dorpscentrum is gelegen tussen het Albertkanaal in het westen en de Maas in het oosten.
Ten noorden van de dorpskern ligt, eveneens langs de Maas, het gehucht Nivelle. Ten westen van het Albertkanaal ligt het gehuchtje Loën.

## Demografische ontwikkeling
- Bronnen:NIS, Opm:1831 tot en met 1970=volkstellingen

## Verkeer en vervoer
In het zuiden van het dorp ligt de gewestweg N602 met de Maasbrug en stuw.

## Bezienswaardigheden
- De Sint-Lambertuskerk, met romaanse westtoren.

## Natuur en landschap
Lieze ligt op een langgerekt schiereiland tussen de Maas en het Albertkanaal op een hoogte van ongeveer 52 meter. Westelijk van het Albertkanaal ligt de cementfabriek en de helling van de Sint-Pietersberg met het Reserve naturelle de la Montagne Saint-Pierre. Westelijk en zuidelijk daarvan liggen de mergelgroeven van de fabriek.

## Economie
In Lixhe ligt aan de oevers van het Albertkanaal de klinkerfabriek en de maalinstallatie van CBR Lixhe met een productiecapaciteit van 1,4 miljoen ton klinker en 1,5 miljoen ton cement per jaar. De fabriek werd opgericht bij de bank van Wezet in 1950. CBR Lixhe is nu onderdeel van de HeidelbergCement. Voor de productie is jaarlijks 2 miljoen ton kalksteen nodig, die lokaal ontgonnen wordt uit de kalksteengroeves: Groeve van Loën en Groeve van Romont. Voor de aanvoer van de kalksteen is er een ondergrondse transportband van 2,1 km van de groeve naar het fabrieksterrein, dat zo’n 16 hectare groot is. Circa 20% van de andere benodigde grond- en brandstoffen worden per schip aangevoerd. 
Een gedeelte van het geproduceerde cement wordt verpakt. 80% wordt in bulk geleverd. Het grootste gedeelte van dat bulktransport gaat per vrachtwagen maar 30% ervan gebeurt per schip via het Albertkanaal. 
Er werkten per eind 2012 circa 200 mensen. Voor de productie van cement is veel energie nodig. Hiervoor wordt bruinkool uit Duitsland gebruikt, maar de installatie van Lieze is de enige in België die volledige auto- en vrachtwagenbanden als brandstof kan inzetten. Bij de productie van één ton klinker komt ongeveer 0,7-0,8 ton CO2 vrij. Op het terrein komt een testinstallatie voor CO2-scheiding.

## Nabijgelegen kernen
Ternaaien, Wezet, Haccourt, Eben-Emael

## Geboren
- Louis Dupuis (1842-1921), beeldhouwer